# 塚本勲
塚本 勲（つかもと いさお、1934年7月30日 - ）は、日本の朝鮮語学者・翻訳家。元大阪外国語大学教授。

## 経歴
大阪府大阪市生野区に生まれ、在日韓国・朝鮮人の多い旧猪飼野地区の近くで育つ。大阪府立天王寺高等学校を卒業後、京都大学文学部言語学科へ入学、同大学院博士課程終了。京都朝鮮中高級学校非常勤講師を経て、1963年に大阪外国語大学外国語学部に新設された朝鮮語学科の専任講師に迎えられた。戦後国内の教育・研究組織としては、1950年設置の天理大学文学部朝鮮文学語学科に続き、国公立大学では初めてとなる朝鮮語専門の学科であった。
そのころより大学内外の協力を得ながら朝鮮語辞書の編纂を開始し、資金不足など様々な困難を乗り越え23年の歳月をかけて1986年に『朝鮮語大辞典』を完成させた。天理大学の研究室が1967年に出版した『現代朝鮮語辞典』の約12万語を上回る約21万語の収録語彙数を誇り、世界最大の朝鮮語対訳辞書となった。同書は、本家から分裂中であった日本翻訳文化賞 (平松)（1997年に解散）の第23回（1986年度）を受賞している。
また、当時「社会主義にあこがれ、韓国の軍事政権に反対していた」という塚本は、朴正熙政権下の韓国における貧困・格差の実情を訴える『ユンボギの日記』の日本語訳を終えると、日韓基本条約締結に先立って1965年初めに出版し同書はベストセラーになった。
1977年から東大阪市旧小阪地区を経てJR鶴橋駅近くの大阪市天王寺区味原で「猪飼野朝鮮図書資料室」を開設。2000年3月に大阪外国語大学を停年退官した。
『朝鮮語大辞典』編纂の過程で収集した朝鮮語の図書や逐次刊行物7,559冊（スライド13枚を含む）、日本語その他の言語の資料合せた計10,439冊は大阪府立中央図書館に寄贈され、2002年に「塚本文庫」として一般公開された。1940年代から1950年代に朝鮮半島で発行された「歴史、言語、文学関係の朝鮮語図書など」貴重な資料が多く、南北に分かれた思想の変遷を押さえるとともに、大衆文化にまで踏み込んだ「裁判闘争、思想、武道、児童、教科書、雑誌など」の幅広いジャンルを特色とし、他に中国や日本で発行された朝鮮語の資料、ロシア語によるチュクチ語、ユカギール語、ブリヤート語、ヤクート語など周辺の言語の資料を含んでいる。

## 人物
京都大学で言語学を専攻した塚本は日本語の起源に興味を持ったが、系統関係を探るのにまずは「一衣帯水の朝鮮半島の言葉」を知る必要に迫られた。しかし当時の日本に朝鮮語関連の実用的な辞書や学習書は何一つなかった。早くから学問として孤立無援となったものの、日本には在日朝鮮人社会と本国とのパイプがあり、朝鮮学校で朝鮮語を教えている1世の教員がいるのを利用しない手はないと考えた。塚本は京都の朝鮮中高級学校で非常勤講師に就いて日本語とロシア語を教える傍ら、教員から朝鮮語を習って基礎を身に付けると、関係者を通して知り得た韓国からの密航者の生きた言葉・単語をひたすら集めて習得した。
『朝鮮語大辞典』の編纂に取り組んでからは、常に資金調達に追われて先祖代々の土地を5つ売り、資産を投げ打つのみならず消費者金融の世話にもなり、しまいには南北の政治対立に巻き込まれ、身を引き裂かれる思いをしたという。それでも迷惑をかけたという学生たちの並ならぬ協力に支えられた。塚本と北嶋静江の他に

「延べ300人」が携わったという編纂作業の中で、朝鮮語の用例の切り抜きの気の遠くなるスクラップブック作成は学生たちによるもので、その中に、のちの毎日新聞の編集委員となる鈴木琢磨がいた。2013年の塚本への取材で、この時期途方にくれる中「しばしば先生は講義をすっぽかす。心配して自宅をのぞくと、カップ酒をあおっている」などと学生時代を回顧している。韓国歌謡が大好きで、「ひそかに金正恩のインタビューを狙っております」とも語る鈴木は1959年生まれで1982年の入社とされるが、毎日新聞社と塚本の付き合いは古く、出版直後の『朝鮮語大辞典』を同社は紙面で大々的に取り上げていた。その際の「余録」を塚本が2001年の自著で引用した中から一部を以下に記す。
塚本は母からも「朝鮮道楽」とあきれられながら『ユンボギの日記』の日本語訳に没頭していたが、その最中に母は亡くなった。出版後の1965年夏のはじめ、この塚本による訳書で「十歳の韓国少年の生活記録を読んで感動し、映画にしたいと思った」と生前に語っていた大島渚から、手紙で「著作権は誰にあるのかとの問い合わせ」があったので「それは私だ、と書き送りましたよ。しばらくして、映画になりました」と2013年に塚本は当時を振り返って述べている。「ユンボギ」少年のような物乞い同然の「貧しいガム売り」を朴正熙政権下の韓国で何百人も見たという塚本の証言通り、大島は前年に韓国を訪れた際にスチル写真を撮りだめており、大島にとって静止画にナレーションを加えて作る短編映画の制作の初の試みに繋がった。塚本は京大では大島の2年後輩で、「京都の全学連の委員長」だった彼から手紙が来て、当初は自分に何の用があるのかと首をかしげたという。
85歳になった2019年、塚本は鈴木から再度の取材を受けた。2006年ごろ鶴橋あたりで飲んでいて脳梗塞で倒れたというが、それ以来飲酒をやめていると2013年に鈴木に語っていた。その後は食欲も落ちたという塚本は、若いころには柔道の黒帯で鳴らしたという立派な体格から一変して痩せ細ったが、眼光が鋭い健在ぶりを見せた。「朝鮮語や言語学関連の専門書、新聞、雑誌の切り抜きで足の踏み場もない」という奈良県生駒市の自宅居間兼研究室で一般向けの「ハングル塾」を開講していた。

## 著作
- 『朝鮮語入門』岩波書店　1983
- 『朝鮮語を考える』白帝社　2001
- 『日本語と朝鮮語の起源』白帝社　2006

### 共著
- 『速修朝鮮語会話』北嶋静江共著　金星堂　1978
- 『旅行者のための朝鮮語会話』金静子共著　創元社　1988
- 『新しい朝鮮語』奥田一広共著　白帝社 　1989
- 『入門者のための朝鮮語講座』長谷川由起子共著　白帝社　1998
- 『朝鮮語大辞典』大阪外国語大学朝鮮語教室編（責任編集者）角川書店、1986

### 翻訳
- 李潤福『ユンボギの日記 あの空にも悲しみが』太平出版社 1965年
- イ・ユンボック『あの空にも悲しみが 完訳ユンボギの日記』評言社 2006年 ISBN 482820508X
- 李潤福, 許英燮『ユンボギが逝って 青年ユンボギと遺稿集』金容権共訳　白帝社　1993